# Reducton

Structuurformule van vitamine C.

Structuurformule van reductinezuur (2,3-dihydroxy-2-cyclopentenon).

Een reducton of eendiol is een structuureenheid in de organische chemie waarbij in een geconjugeerd enon aan beide koolstofatomen van de C=C-binding een hydroxylgroep gekoppeld is. Deze structuren zijn door de aanwezigheid van de carbonylgroep gestabiliseerd door resonantie. In oplossing bestaat een tautomeerevenwicht tussen de keto- en enolvorm.
In vitamine C vormen de twee onderste hydroxylgroepen, samen met het carbonylzuurstofatoom uit het lacton de reductonstructuur.
De naam reducton gaat terug op Hans Karl August Simon von Euler-Chelpin, die deze stofklasse in 1930 ontdekte. Hij verhitte glucose met natronloog en kon een stof met de brutoformule C3H4O3 isoleren die zeer reducerend werkte. De systematische naam voor de verbinding is hydroxypropaandial of, iets minder systematisch, hydroxymalonaldehyde.

## Biologisch betekenis
Zowel in de natuur als in de levensmiddelenindustrie spelen reductonen een belangrijke rol als antioxidantia, als bescherming van belangrijke biomoleculen (zoals DNA en eiwitten) tegen beschadiging (oxidatie) door zuurstof.